# Stefano Magnasco
Stefano Magnasco Galindo (28 de setembro de 1992) é um futebolista chileno que joga como lateral-direito na Universidad Católica.

## Carreira
Chegou na Universidad Católica com apenas oito anos de idade. Estreou profissionalmente em 2011, na vitória contra o Palestino, entrando no decorrer da partida no lugar de Marcelo Cañete. Ainda em 2011, após ser expeculado no Chelsea, quase foi para o Bolton.
Em 2012, acertou com o Groningen da Holanda.

## Estatísticas
Até 26 de fevereiro de 2012.

### Clubes
| Clube                | Temporada         | Campeonato nacional | Campeonato nacional | Copa nacional[a] | Copa nacional[a] | Competições continentais[b] | Competições continentais[b] | Outros torneios[c] | Outros torneios[c] | Total | Total |
| Clube                | Temporada         | Jogos               | Gols                | Jogos            | Gols             | Jogos                       | Gols                        | Jogos              | Gols               | Jogos | Gols  |
| -------------------- | ----------------- | ------------------- | ------------------- | ---------------- | ---------------- | --------------------------- | --------------------------- | ------------------ | ------------------ | ----- | ----- |
| Universidad Católica | 2011              | 16                  | 0                   | 3                | 0                | 2                           | 0                           | —                  | —                  | 21    | 0     |
| Universidad Católica | 2012              | 4                   | 0                   | 0                | 0                | 2                           | 0                           | —                  | —                  | 6     | 0     |
| Universidad Católica | Total             | 20                  | 0                   | 3                | 0                | 4                           | 0                           | —                  | —                  | 27    | 0     |
| Total na carreira    | Total na carreira | 20                  | 0                   | 3                | 0                | 4                           | 0                           | 0                  | 0                  | 27    | 0     |

- a. ^ Jogos da Copa Chile
- b. ^ Jogos da Copa Libertadores e Copa Sul-Americana
- c. ^ Jogos do Jogo amistoso

## Títulos
Universidad Católica
- Copa Noche del campeón: 2011
- Copa Chile: 2011
- Copa Ciudad de Temuco: 2012
- Campeonato Chileno: 2019